# Sint-Johanneskerk (Hamburg-Curslack)
De Sint-Johanneskerk (Duits: Kirche St. Johannis) is een luthers kerkgebouw in Curslack, een dorp zuidoostelijk van Hamburg.

## Bouw

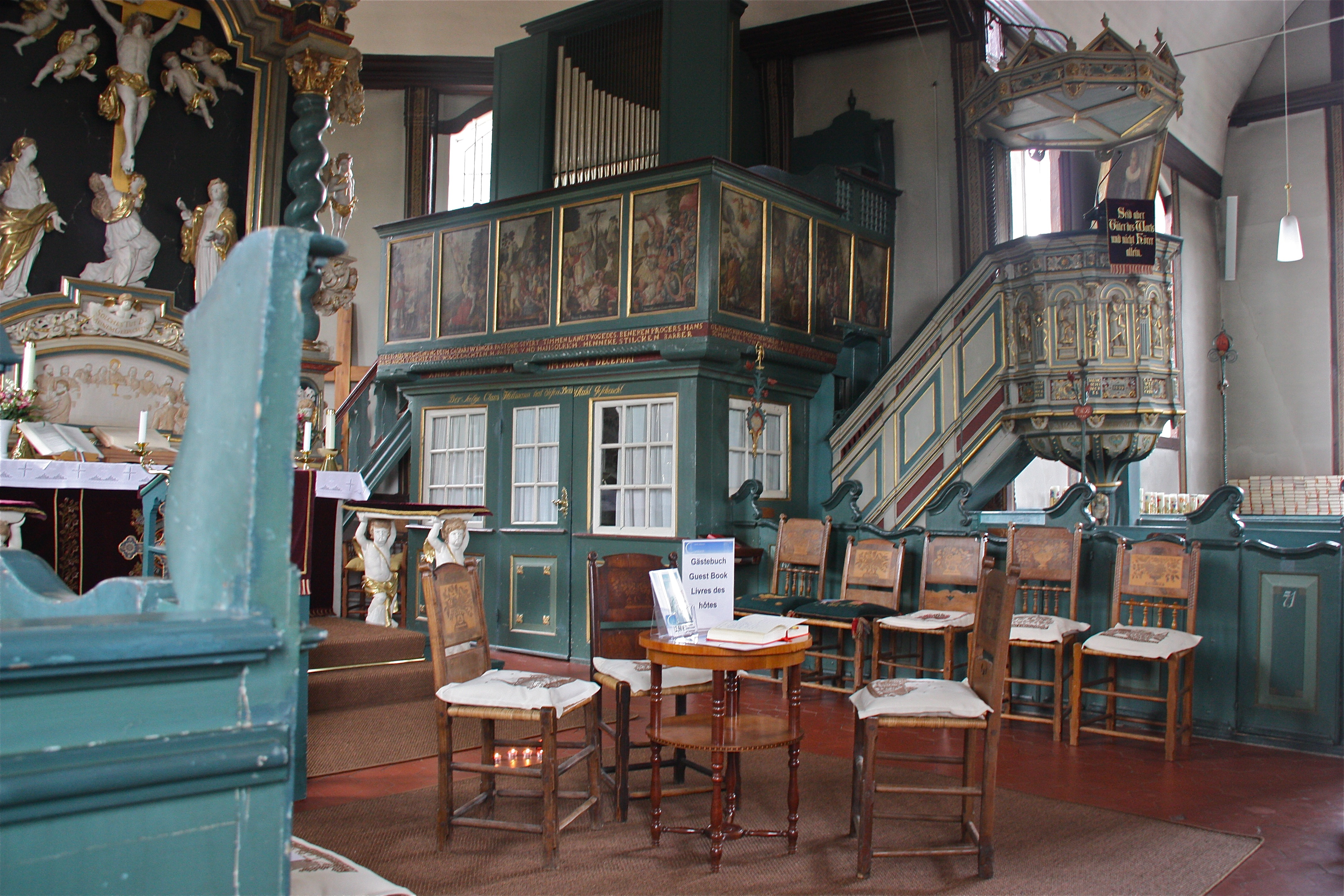
Biechtstoel en preekstoel

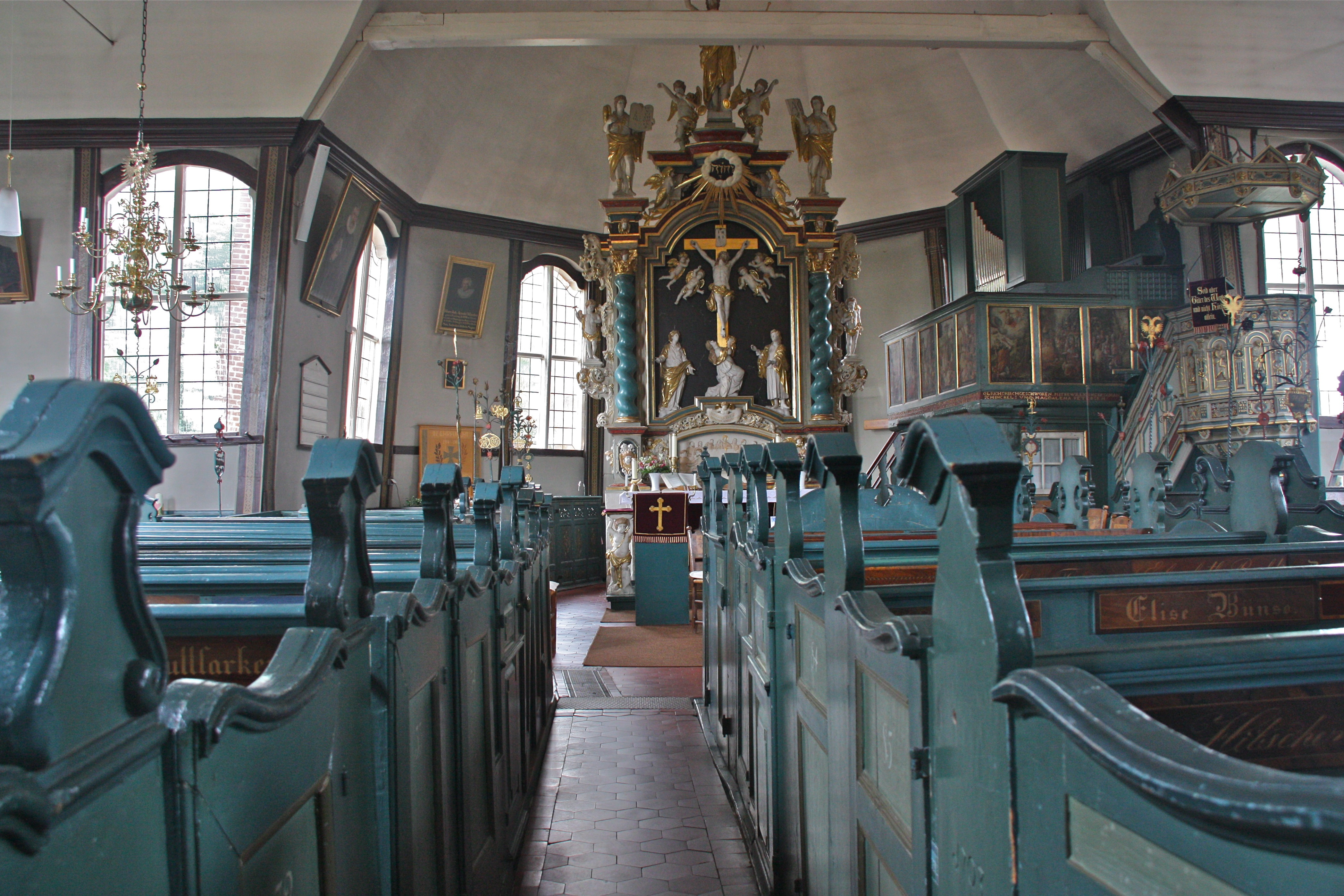
Altaar

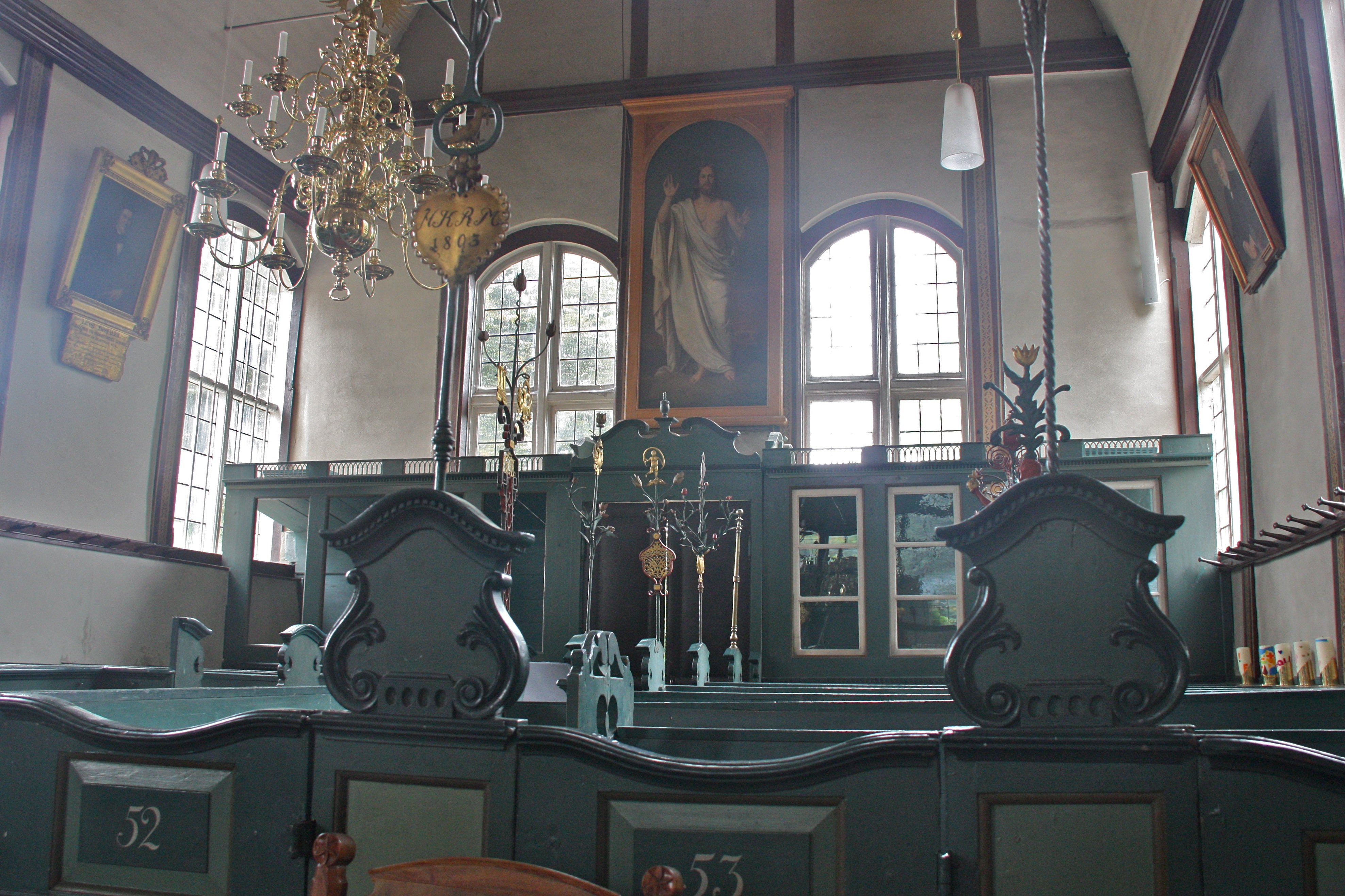
Zijschip

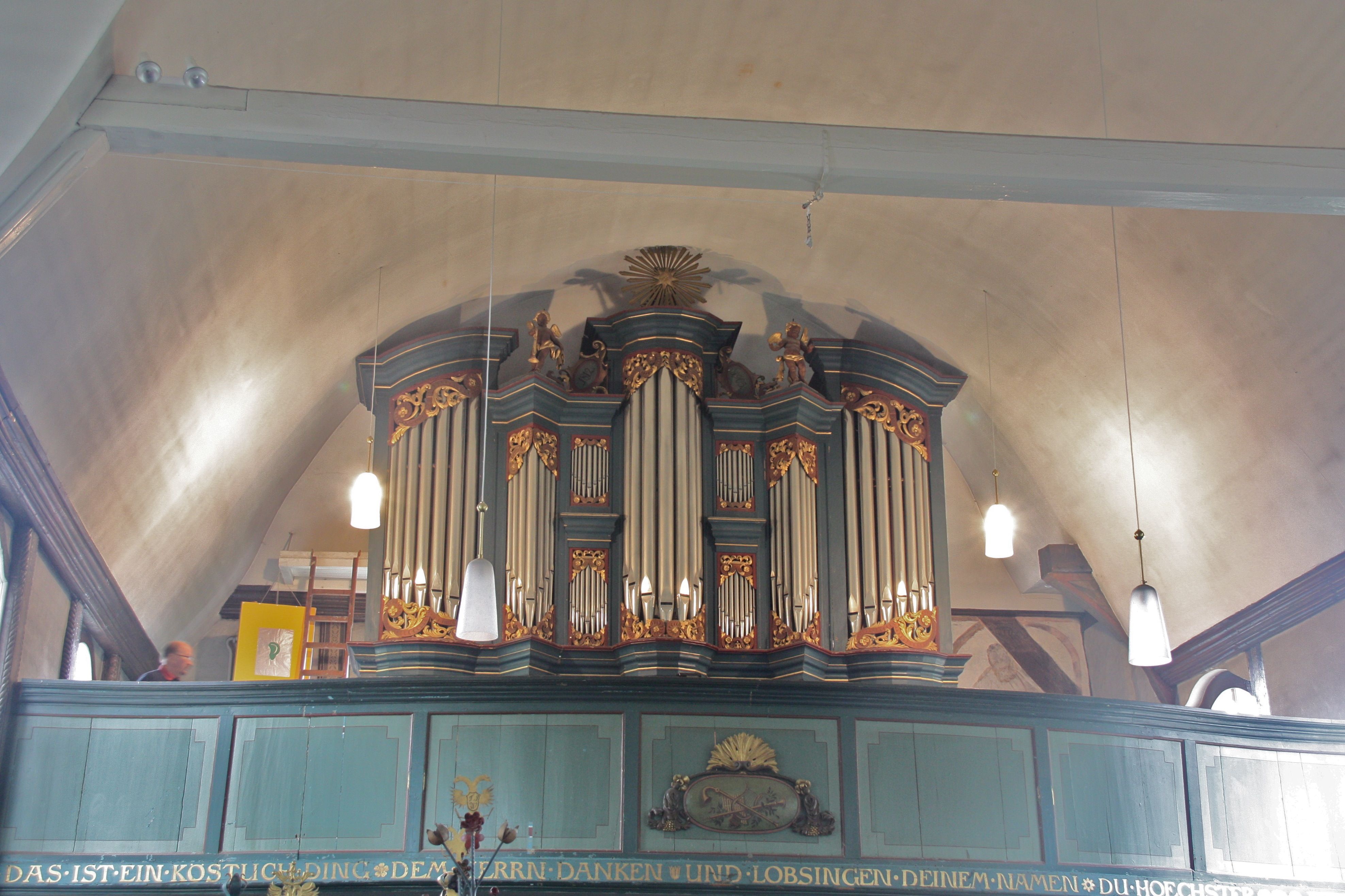
Hoofdorgel

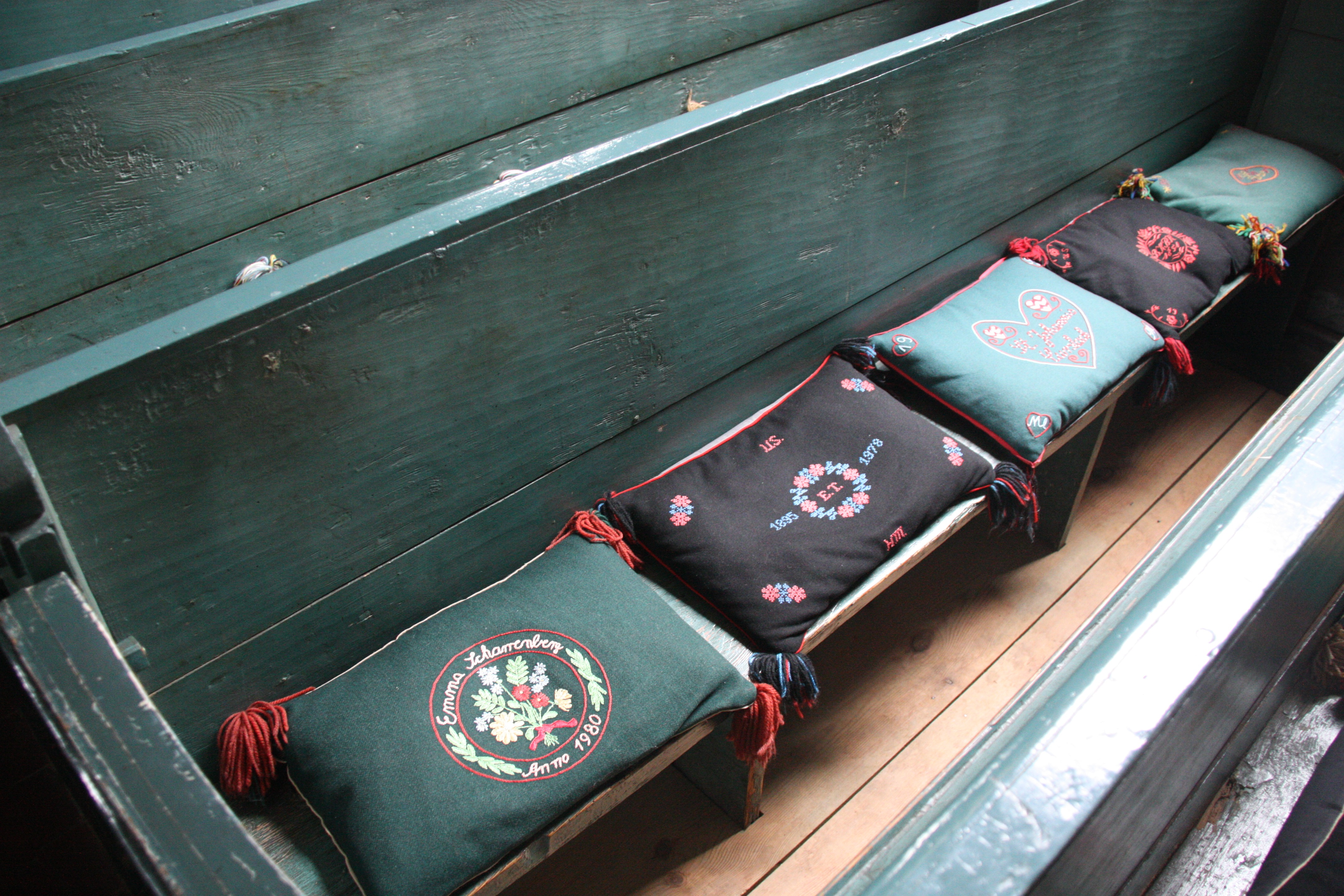
Zitkussens

De eerste vermelding van een kerk in Curslack dateert van 1306. Van de toenmalige bouw van veldstenen zijn nog resten in de zuidelijke en westelijke muren bewaard gebleven. In de loop der tijd werd, net als bij andere kerken in de omgeving, de bouwconstructie van veldstenen te zwaar voor de drassige bodem. Er werd als oplossing dan vaak gekozen voor een stapsgewijze vervanging van het zware bouwmateriaal door lichtere constructies van baksteen of vakwerk.
Het huidige kerkschip met een driezijdige koorafsluiting uit de jaren 1599-1602 werd na beschadigingen van de kerk door een stormvloed van baksteen gebouwd. Het bruidshuis op de zuidelijke zijde, een aanbouw aan de kerk waar tijdens een huwelijksviering de bruid de kerk kan binnengaan, is in circa 1646 ontstaan.
In de jaren 1801-1803 volgde de verbouwing tot de huidige vakwerkkerk in de vorm van een kruis met dwarsschip. De wijze waarop het vakwerk is toegepast wordt in Noord-Duitsland zelden aangetroffen. Tijdens deze verbouwing kreeg het interieur een tongewelf.
De oudste delen van de markante vrijstaande houten toren dateren van 1591. De achthoekige torenspits van 1761 betreft een ontwerp van Ernst Georg Sonnin. Het kerkgebouw werd omvangrijk gerestaureerd in 1903 en 1979-1981.

## Interieur
De beeldenrijke kansel uit 1599 vertegenwoordigt de plattelandsbarok. Aan de kanselvoet bevindt zich het beeld van Mozes die het Oude Verbond symboliseert, waarop het Nieuwe Verbond wordt gebouwd. De kanselkuip wordt versierd met de reliëfs van Christus, de evangelisten en de apostel Paulus. Het klankbord is gedecoreerd met vijf portretten van vroegere predikanten van de kerk.
Het altaar van Hermann Fick uit het jaar 1688 stond vroeger niet in Curslack, maar is uit delen van het altaar van de in de Tweede Wereldoorlog vernietigde Drievuldigheidskerk van Hamburg samengesteld. In 1953 werd het in de Johanneskerk opgesteld en in 1985 geheel gereviseerd. De centrale thema's zijn het lijden en de opstanding van Jezus. Tussen het altaar en de kansel staat onder het orgel een biechtstoel. Een biechtstoel in een protestantse kerk kan opmerkelijk lijken, maar de praktijk van biechten werd na de reformatie in lutherse streken niet direct afgeschaft. Tegenwoordig wordt de ruimte als sacristie gebruikt. Onder het orgel zijn aan de balustrade voorstellingen uit 1621 uit het Oude Testament aangebracht.
Opvallend in de kerkruimte zijn de 55 kunstzinnig vormgegeven smeedijzeren hoedenstandaards van de voormalige mannenbanken, die ook in andere kerken van de streek te zien zijn. De banken uit 1803 hebben nog veel oude naambordjes en kastjes voor de gezangenboekjes met resten van geschilderde en houtgesneden versieringen uit de 17e en 18e eeuw. De overheersende blauwe kleur dateert eveneens uit 1803.
Volgens lokale traditie zijn de zitkussens voor de banken van de kerk door de gemeenteleden zelf gemaakt. Het oudste exemplaar stamt uit 1702, maar de kussens die gebruikt worden zijn volgens de oude patronen sinds 1979 nieuw gemaakt.
Op de hoogste plaats van het tongewelf bevindt zich een door een stralenkrans omgeven driehoek als symbool Drie-eenheid met daarin het oog Gods.

## Orgels
De kerk bezit sinds 1968 twee orgels. Al in 1622 kreeg de kerk een klein orgel, dat tussen het altaar en de kansel stond. Orgelbouwer August Wilhelm Bünting uit Lübeck vergrootte het instrument in 1739 tot de huidige omvang van 19 registers. Het orgel kreeg bovendien een nieuwe orgelkas en werd verplaatst naar de nieuw gebouwde westelijke galerij. Het orgel werd aangevuld in 1776 met de speeltafel, waarin kostbare materialen als schildpad, ivoor en palisander werden verwerkt. Tegenwoordig staat op de westelijke galerij een modern orgel van de orgelbouwer Führer uit 1968; het werd in de barokke orgelkas ingebouwd en voor het laatst in 2003 gerenoveerd.
Daarnaast is er een kleiner orgel boven de biechtstoel rechts naast het altaar. Het orgel met één manuaal werd door Rudolf von Beckerath uit Hamburg gebouwd met gebruik van de pijpen uit 1622 van het hoofdorgel. Het is een van de weinig orgels in Noord-Europa dat niet harmonisch maar middeltonig is gestemd.

## Klokken
De oudste klok stamt uit 1642, twee klokken zijn van 1925 en een van 1927. Tot 1917 bezat de kerk drie klokken, waarvan er twee voor de oorlogsindustrie moesten worden afgeleverd. Vanaf 1925 zamelde de gemeente geld in voor de vervanging van de klokken. De collecte bracht zoveel op, dat er nog een vierde klok kon worden aangekocht.